# Ellen Ammann

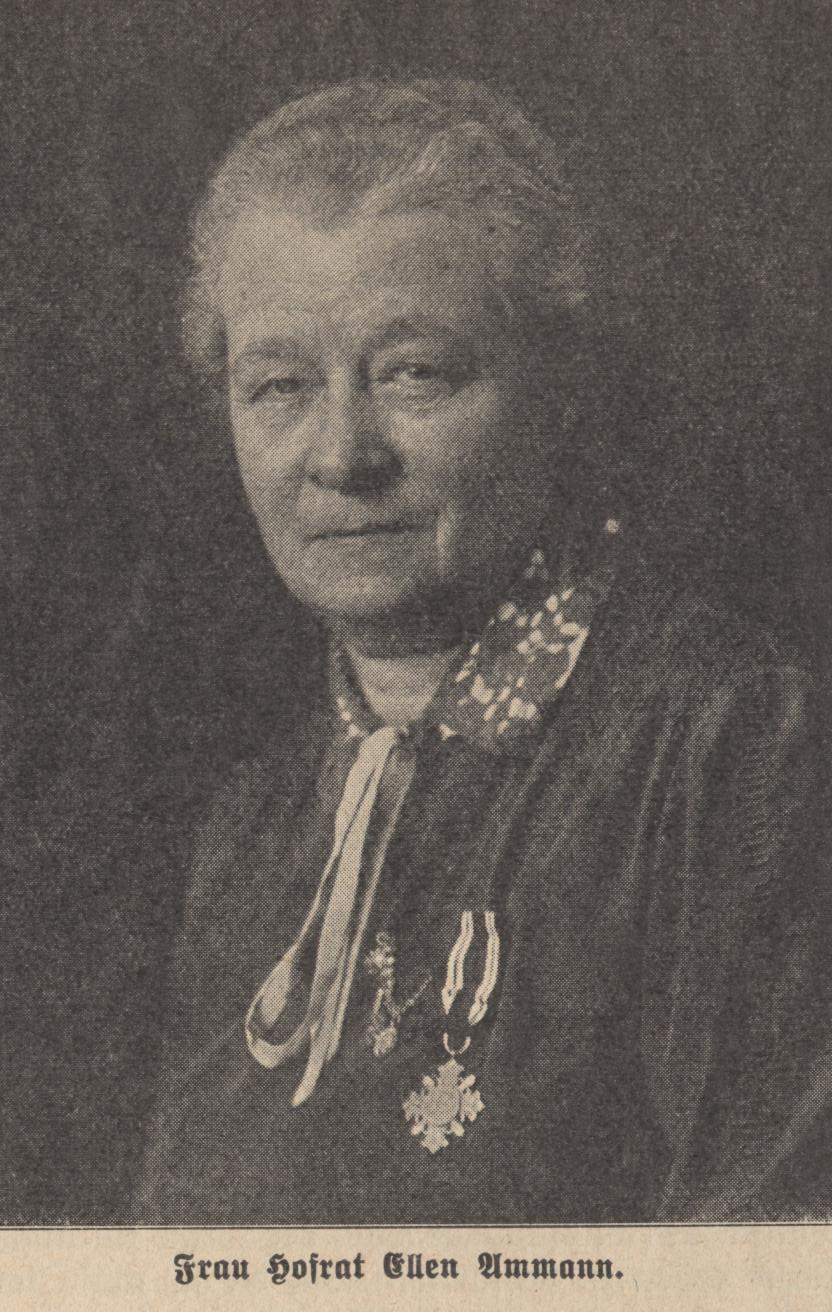
Ellen Ammann med påvens orden „Pro Ecclesia et Pontifice“

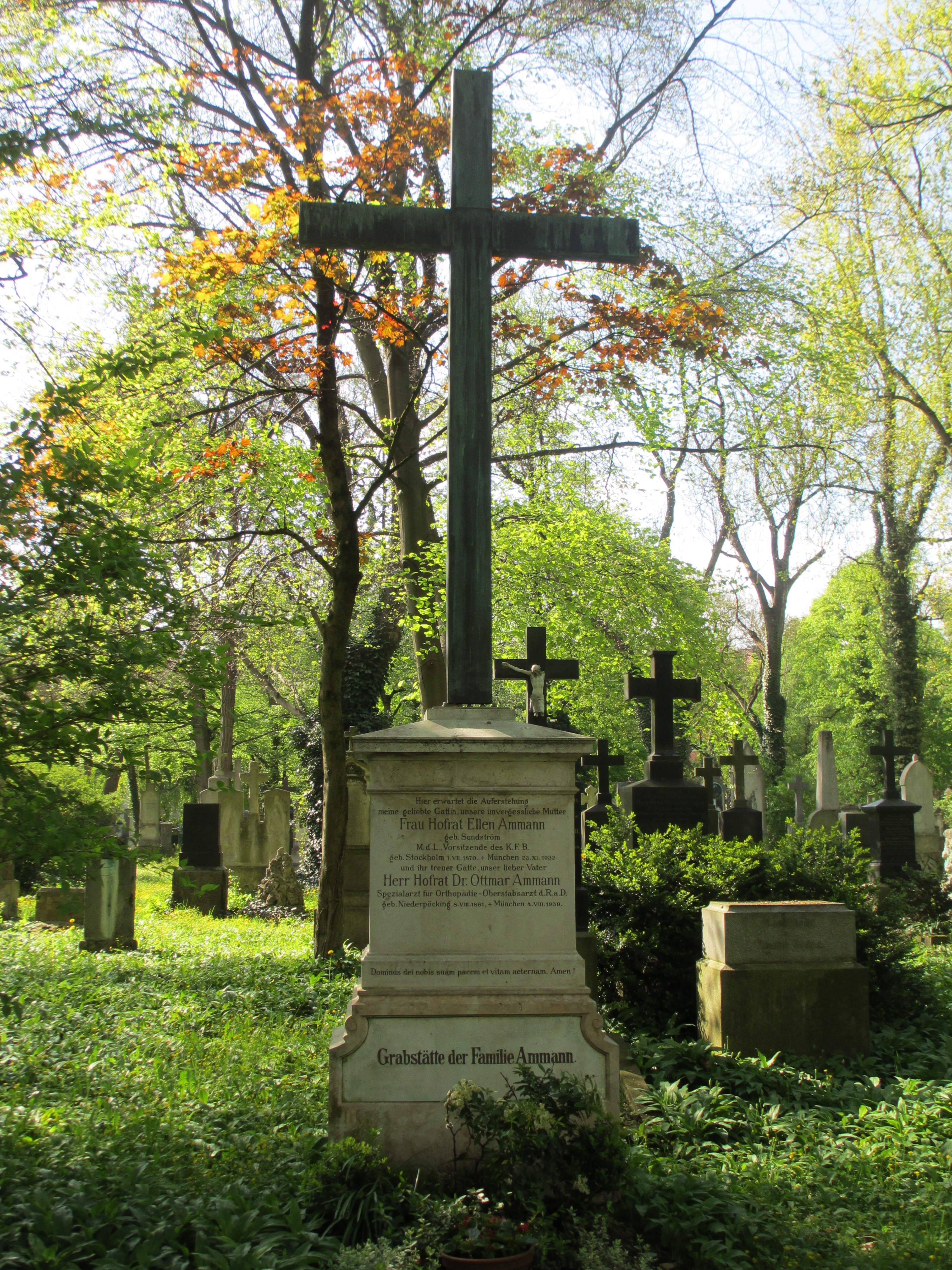
Ellen Ammanns grav på den gamla södra kyrkogården i München

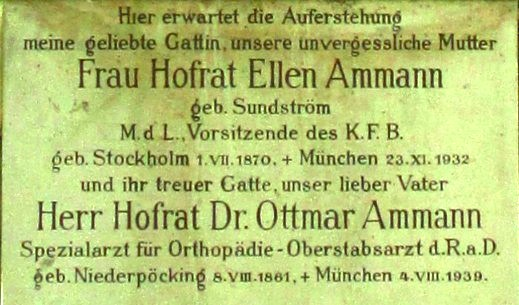
Gravinskrift

Ellen Aurora Elisabeth Morgenröte Ammann, ogift Sundström, född 1 juli 1870 i Jakob och Johannes församling i Stockholm, död 23 november 1932 i München i 
Tyskland, var en svensk-tysk politiker, grundare av Bayerns katolska kvinnoförbund – Katholischer Bayerischer Frauenbund, medlem av det bayerska parlamentet och kyrkligt aktiv. Hon var en föregångare inom det moderna sociala arbetet och det var till stor del hennes förtjänst att den av Hitler planerade Ölkällarkuppen 1923 i München slogs ner.

## Biografi
Ellen Ammann döptes som protestant, men uppfostrades till katolik av sin mor, som 1881 i hemlighet konverterade till katolicismen. Fram till 1873 var det olagligt för svenska medborgare att konvertera, vilket bestraffades med utvisning. Föräldrarna Carl Rudolf Sundström och Lilly Sundström var båda verksamma som lärare och utrikesjournalister. Fadern, som dessutom var ornitolog, avled 1889. Systern Harriet Sundström blev landskapsmålare.
Efter studentexamen började hon utbilda sig till sjukgymnast. Ellen Sundström avbröt sina studier, då hon förälskade sig i den tyske ortopeden Ottmar Ammann, som var inneboende hos familjen Sundström under sin vidareutbildning i svensk sjukgymnastik. De gifte sig i oktober 1890 och den då 20-åriga Ellen Ammann flyttade med sin man till München. Paret fick sex barn. Snart engagerade sig Ellen Ammann i ideellt välgörenhetsarbete. 1895 var hon med om att grunda Marias skyddsförening för unga flickor (Marianischer Mädchenschutzverein). Två år senare grundade hon med stöd av grevinnan Christiane von Preysing-Lichtenegg-Moos den första katolska järnvägsmissionen i München, vilken hon ledde under mer än två årtionden. Dessutom var hon med om att starta den lokala föreningen av det katolska tyska kvinnoförbundet i München (Katholischer Deutscher Frauenbund), och tog där över ordförandeskapet den 6 december 1904. År 1911 grundade hon den bayerska regionalavdelningen av det katolska kvinnoförbundet.
Ellen Ammann insåg mycket tidigt, att "man måste inrätta särskilda studiemöjligheter för kvinnor ovanpå den högre flickskolan, där socialarbetare och andra avlönade eller ideellt arbetande medarbetare inom den sociala eller karitativa verksamheten kan utbildas" och att "Socialt arbete får inte utföras av amatörer i framtiden, eftersom detta arbete med människor är mer ansvarsfullt än många andra verksamheter".
Denna insikt medförde att Ellen Ammann under hösten 1909 började bygga upp en socialhögskola för kvinnor, som 1916 utökades till en tvåårig utbildning, med en examen efter det första året och ytterligare en efter påbyggnadskursen. Fram till sin död undervisade hon en gång i veckan i ämnet ”Kvinnofrågor och kvinnorörelsen”. Ellen Ammanns skola var en av de första som hade socialarbete som huvudtema i Tyskland. Hennes dotter Maria Ammann var rektor för skolan för social utbildning för kvinnor från 1929 till 1961. Den integrerades i den katolska stiftshögskolan i München år 1970.
1914 fick Ellen Amman mottaga påvens orden Pro Ecclesia et Pontifice för sitt engagemang inom det sociala arbetet.
1919 grundade hon den katolska diakoniföreningen Vereinigung Katholischer Diakoninnen (idag: Säkularinstitut Ancillae Sanctae Ecclesiae). Bakgrunden var tanken på det man kallade ”kvinnans tredje yrke”. Hon sammanfattade:
"Vi behöver utöver den gifta kvinnan även en skara ogifta kvinnor, som är oberoende, som har avstått från äktenskap av kärlek till Gud och som reservationslöst och med alla krafter ägnar sig åt det sociala försoningsarbetet inom caritas, dock inte som klosternunnor, utan inom det tredje yrket som jungfrur i världen, vilket ännu måste utvecklas fullt ut".
Efter att kvinnlig rösträtt införts i Bayern i november 1918 (i Sverige infördes den något senare; dock var katoliker inte valbara förrän 1951, se Antikatolicism i Sverige), valdes Ellen Ammann för Bayerische Volkspartei in i det bayerska parlamentet 1919 som en av de första kvinnorna överhuvudtaget. Där var hon ledamot fram till 1932 och arbetade med teman som barn och ungdomar, sjukvård, socialarbete och välfärd.
Hon var en av de politiker under den här tiden som med oro såg framväxandet av nationalsocialismen, vars faror hon  anade från första början, såg möjliga konsekvenser och tidigt varnade för. Våren 1923 försökte hon få till stånd en utvisning av österrikaren Adolf Hitler från Bayern. Det var till stor del hennes förtjänst att Hitlers ölkällarkupp den 9 november 1923 inte lyckades. Efter att hon hade hört om den planerade marschen till krigsmonumentet Feldherrnhalle, samlades alla regeringsmedlemmar, som gick att nå, i hennes skola. I en resolution till det bayerska folket fördömdes kuppen som ett brott mot staten. Ammann såg till att hotade personer kunde fly undan faran och att försvarsenheter förlades tillI München." Den tidens bayerske skolminister, Franz Matt, mindes senare: "Kollegan Ammann bevisade på den tiden mer mod än många herrar".
Omedelbart efter ett tal i parlamentet, som handlade om hjälp till barnrika familjer, dog Ellen Ammann 1932 i följderna efter ett slaganfall. Hon ligger begravd i München.